# Station Stegna Gdańska
Station Stegna Gdańska is een spoorwegstation in de Poolse plaats Stegna (Duits: Steegen). Het station lag aan een aantal smalspoorlijnen. Het passagiersvervoer is in 1996 gestaakt en in 1998 is de lijn gesloten. In 2003 is de smalspoorbaan heropend voor toeristisch verkeer in de zomermaanden. 